# Shankar Dayal Sharma
Shankar Dayal Sharma (Bhopal, 19 augustus 1918 - New Delhi, 26 december 1999) was de negende president van India sinds de onafhankelijkheid van Groot-Brittannië in augustus 1947.
Sharma studeerde Engelse literatuur, Hindi en Sanskriet. Hij was docent rechtsgeleerdheid aan de Universiteit van Lucknow en aan de Universiteit van Cambridge. wat hij zou blijven tot 1956, toen deze staat werd samengevoegd met andere staten tot Madhya Pradesh. Van 1956 tot 1967 was hij in deze staat minister van onderwijs, justitie, publieke werken, industrie en handel, nationale reserves en separate revenue. Van 1972 tot 1974 was hij voorzitter van de Congrespartij. Van 1974 tot 1977 was hij nationaal minister van communicatie. In 1971 en 1980 won hij een zetel in de Lok Sabha voor het kiesdistrict Bhopal.
In de periode tussen 1984 tot 1987 was hij gouverneur van drie staten: Andhra Pradesh (1984-1985), Punjab (in deze hoedanigheid tevens administrator van het unieterritorium Chandigarh; 1985-1986) en Maharashtra (1986-1987). Van 1987 tot 1992 was hij vicepresident van India; in 1992 werd hij tot president van India gekozen, hij vervulde deze rol tot het einde van zijn termijn in 1997.
Shankar Dayal Sharma stierf aan een hartaanval in een ziekenhuis in New Delhi.

Rajendra Prasad · Sarvepalli Radhakrishnan · Zakir Hussain · Varahagiri Venkata Giri (interim) · Muhammad Hidayat Ullah (interim) · Varahagiri Venkata Giri · Fakhruddin Ali Ahmed · Basappa Danappa Jatti (interim) · Neelam Sanjiva Reddy · Zail Singh · Ramaswamy Venkataraman · Shankar Dayal Sharma · Kocheril Raman Narayanan · Abdul Kalam · Pratibha Patil · Pranab Mukherjee · Ram Nath Kovind · Draupadi Murmu
- Gemeinsame Normdatei: 119154498
- International Standard Name Identifier: 0000 0000 8185 9212
- Library of Congress Control Number: n82149592
- Nationale Bibliotheek van Tsjechië: jx20060502007
- Nationale Bibliotheek van Israël: 987007300214305171
- Nederlandse Thesaurus van Auteursnamen: 14237220X
- Virtual International Authority File: 116904326
- WorldCat: E39PBJyRvwWf9kKqKkvyhfq4v3